# Abe Lenstra
Abe Lenstra (Heerenveen, 27 de noviembre de 1920-2 de septiembre de 1985) fue un futbolista neerlandés. Jugó en varios clubes como el SC Heerenveen, SC Enschede (hoy FC Twente), Enschedese Boys (hoy FC Twente), De Tubanters, SOS Hellendoorn; clubes de la más baja categoría que antes jugaron en la primera división neerlandesa (actualmente llamada la Eredivisie).
Internacional con la selección de fútbol de los Países Bajos en 47 ocasiones, hizo 33 goles.
En 1977 dejó de lado el trabajo del fútbol, a consecuencia de un accidente cerebrovascular, que acabó con su vida en 1985. Según FIFA, en toda su carrera hizo 717 goles en partidos oficiales entre Clubes y Selección.
En su memoria, el estadio del SC Heerenveen, se llama Abe Lenstra Stadion.

## Clubes

### Como futbolista
| Club            | País         | Año       | Partidos | Goles |
| --------------- | ------------ | --------- | -------- | ----- |
| SC Heerenveen   | Países Bajos | 1936-1955 | 450      | 531   |
| SC Enschede     | Países Bajos | 1955-1960 | 142      | 93    |
| Enschedese Boys | Países Bajos | 1960-1963 | 96       | 46    |
| De Tubanters    | Países Bajos | 1963-1964 | 16       | 10    |
| SOS Hellendoorn | Países Bajos | 1966-1967 | 7        | 6     |